# Acțiunea Recuperarea

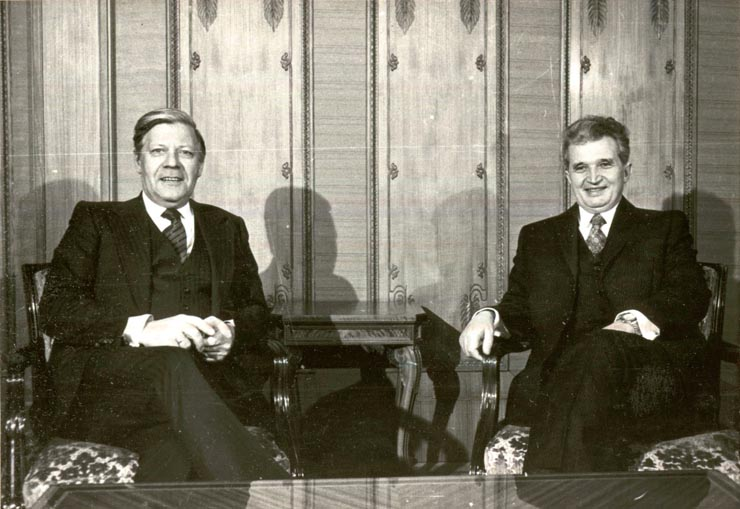
Cancelarul Helmut Schmidt și președintele Nicolae Ceaușescu la întâlnirea din 6-7 ianuarie 1978

Acțiunea Recuperarea (în germană Geheimsache Kanal, „Chestiunea secretă Canal”) a fost vânzarea respectiv cumpărarea de persoane aparținând minorității germane din România de conducerea Republicii Socialiste România respectiv a Republicii Federale Germania între 1967 și 1989.
Un total de 226.654 de etnici germani din România aflată sub stăpânire comunistă au fost aduși în Republica Federală Germania. Valoarea plăților pentru așa-numita recompensă este estimată la 1-3 miliarde de mărci germane.
În runda de negocieri din 25 aprilie 1968 România a cerut următoarele taxe de transfer per persoană care părăsește țara:
- Categoria A: 1.700 mărci germane - persoană normală
- Categoria B: 5.000 mărci germane - muncitor calificat
- Categoria C: 10.000 mărci germane - cadre universitare

| An               | Persoane |
| ---------------- | -------- |
| 1950             | 13       |
| 1951             | 1.031    |
| 1952             | 26       |
| 1953             | 15       |
| 1954             | 8        |
| 1955             | 44       |
| 1956             | 176      |
| 1957             | 384      |
| 1958             | 1.383    |
| 1959             | 174      |
| 1960             | 2.124    |
| 1961             | 3.303    |
| 1962             | 1.675    |
| 1963             | 1.321    |
| 1964             | 818      |
| 1965             | 2.715    |
| 1966             | 609      |
| 1967             | 440      |
| 1968             | 614      |
| 1969             | 2.675    |
| 1970             | 6.519    |
| 1971             | 2.848    |
| 1972             | 4.374    |
| 1973             | 7.577    |
| 1974             | 8.484    |
| 1975             | 5.077    |
| 1976             | 3.764    |
| 1977             | 10.989   |
| 1978             | 12.120   |
| 1979             | 9.963    |
| 1980             | 15.767   |
| 1981             | 12.031   |
| 1982             | 12.972   |
| 1983             | 15.501   |
| 1984             | 16.554   |
| 1985             | 13.972   |
| 1986             | 13.130   |
| 1987             | 13.994   |
| 1988             | 12.902   |
| 1989             | 23.387   |
| 1990             | 111.150  |
| 1991             | 32.178   |
| 1992             | 16.146   |
| 1993             | 5.811    |
| 1994             | 6.615    |
| 1995             | 6.519    |
| 1996             | 1.777    |
| 1997             | 4.284    |
| 1998             | 1.005    |
| 1999             | 855      |
| Total 1967–1989: | 226.654  |
| Total 1950–1999: | 428.666  |

## Înaintea acordului
Conducerea Republicii Populare Române a permis și în anii 1950 emigrarea unor etnici germani din România, prin înțelegeri individiuale. Așa s-a întâmplat cu Franz Kräuter, fost lider creștin-democrat al șvabilor bănățeni, care la 1 iunie 1959, după eliberarea din închisoare, fost schimbat împreună cu două călugărițe, cu doi spioni români pe Podul Glienicke⁠(en)[traduceți] din Berlin (Podul spionilor).

## Stabilirea de relații diplomatice
La 31 ianuarie 1967 România a fost primul stat din blocul răsăritean care a stabilit relații diplomatice cu Republica Federală Germania, act urmat de vizita de stat a președintelui Gustav Heinemann în România.
Un an mai târziu, în 1968, cancelarul Kurt Georg Kiesinger l-a numit pe politicianul  Heinz Günther Hüsch⁠(de)[traduceți] ca negociator șef din partea Republicii Federale Germania în Geheimsache Kanal („Chestiunea secretă Canal”). Hüsch și-a continuat misiunea și sub conducerea cancelarilor Willy Brandt, Helmut Schmidt și Helmut Kohl.
Decretul Consiliului de Stat nr.402 din 1 noiembrie 1982 prevedea următoarele: „Persoanele care cer și li se aprobă stabilirea definitivă în străinătate sînt obligate să plătească integral datoriile pe care le au față de stat, unități socialiste și alte organizații. De asemenea, au obligația să achite în întregime pensiile de întreținere și orice alte datorii față de persoanele fizice. Persoanele cărora li s-a aprobat stabilirea definitivă în străinătate sînt obligate să restituie, în valută, statului român, cheltuielile efectuate pentru școlarizare, specializare și perfecționare, inclusiv bursele, în cadrul învățămîntului liceal, superior, postuniversitar și doctorat.” Prevederi similare există și în legislația altor state, inclusiv Israel.

## Anularea acordurilor
La 4 decembrie 1989 România a reziliat în mod surprinzător toate acordurile. Obligațiile umanitare ar fi urmat să fie îndeplinite, dar România s-ar abține de la alte activități în viitor. Un transfer a fost programat pentru 20 decembrie 1989, iar plata trimestrială era scadentă la 31 decembrie 1989.
Cancelarul federal Helmut Kohl l-a consultat pe Heinz Günther Hüsch la 20 decembrie cu privire la evaluarea sa dacă Republica Federală ar trebui să efectueze plățile restante în lumina evenimentelor revoluționare și a situației de critice din România. Kohl a decis în aceeași zi: „Noi ne asumăm riscul. Rămânem fideli tratatului.” În ziua de 25 decembrie 1989 Elena și Nicolae Ceaușescu au fost împușcați, iar la 29 decembrie 1989 guvernul interimar a ridicat restricțiile de călătorie. Heinz Günther Hüsch a condus în total 313 negocieri în 22 de ani.

## DupăRevoluția Română din 1989
În următoarele șase luni, 111.150 de persoane de origine germană au părăsit țara „fugând, în panică”. Lipsa de încredere în situația juridică din România a dus la continuarea exodului, în pofida noii constituții adoptate la 21 noiembrie 1991, care garantează egalitatea tuturor cetățenilor și dreptul minorităților naționale la „conservarea, dezvoltarea și exprimarea identităților lor etnice, culturale, lingvistice și religioase”.
De la mijlocul anului 1990 guvernul federal s-a simțit obligat să adopte o serie de măsuri legale cu scopul de a restrânge numărul de persoane care intră în Republica Federală din acest grup. Scopul principal al acestei politici a fost stabilizarea minorității germane din România. În acest scop a fost îmbunătățit cadrul diplomatic în relațiile bilaterale dintre cele două țări și a fost înființată o rețea extinsă de asistență materială diversă. Tratatul de cooperare amiabilă între Republica Federală Germania și România, semnat la 21 aprilie 1992 a îmbunătățit condițiile juridice, politice și economice pentru existența viitoare a minorității germane în România. Numai în primii cinci ani de la reunificare, ajutorul acordat de guvernul federal minorității germane din România s-a ridicat la 122 milioane de mărci germane.
Din 1950 până în 2005, 430.101 de germani români au venit din România în Republica Federală Germania ca Aussiedler und Spätaussiedler (în traducere directă, „emigranți” și „emigranți târziu”). Numărul persoanelor de origine germană rămase în România a fost sub 50.000 la recensământul din 2002.